# Syagrus macrocarpa
Espèce
Synonymes
- Barbosa getuliana (Bondar) A.D.Hawkes[1] [2]
- Calappa procopiana (Glaz. ex Drude) Kuntze[1] [2]
- Cocos getuliana Bondar[1] [2]
- Cocos macrocarpa (Barb.Rodr.) Barb.Rodr.[1] [2]
- Cocos procopiana Glaz. ex Drude[1] [2]
- Syagrus getuliana (Bondar) Glassman[1] [2]

Statut de conservation UICN

 EN C2a : En danger
Syagrus macrocarpa est une espèce de plantes de la famille des Arecaceae (palmiers).

## Publication originale
- Enumeratio palmarum novarum quas valle fluminis Amazonum inventas et ad sertum palmarum collectas Prot. App.: 46, 48. 1875.